# Severin Klosowski
Seweryn Antonowicz Kłosowski o Severin Antoniovich Klosowski, (14 de diciembre de 1865 - 7 de abril de 1903) quien fingía llamarse George Chapman para parecer británico, fue un asesino serial polaco que mató mediante envenenamiento a sus tres sucesivas esposas. Convicto por la comisión de tales uxoricidios se le condenó a muerte el 19 de marzo de 1903, siendo ejecutado por ahorcamiento el 7 de abril del mismo año en la prisión de Wandsworth. En 2019, un nuevo estudio sobre la figura de Jack el Destripador devolvía a Klosowski a la primera línea de actividad, al ser nuevamente considerado como la persona que estaba detrás de los asesinatos de Whitechapel, si bien la propia investigación fue objeto de dudas y cuestiones por varios riperólogos.

## Su vida en Inglaterra antes y después de los crímenes del Destripador
Severin Klosowski nació en el pueblo de Nagórna, cercano a la ciudad de Koło, en el Zarato de Polonia (que pertenecía al Imperio Ruso), el 14 de diciembre de 1865 (dato que emerge de un certificado requisado entre sus pertenencias cuando fuera detenido).
Por tanto, contaba con menos de veintitrés años cuando tuvo lugar la retahíla de violentas muertes de meretrices en el este de Londres (Whitechapel y Spitalfields). Esa secuencia se verificó esencialmente durante el otoño de aquel fatídico año de 1888 (desde el 31 de agosto, deceso de Mary Ann Nichols, al 9 de noviembre, fallecimiento de Mary Jane Kelly).
Precisamente, su edad se erige en escollo para que pudiera haber sido el culpable. Se destacó que resultaba demasiado joven, si se lo compara con los sujetos descritos por los testigos, quienes generalmente aluden haber visto hombres más maduros acompañando a las víctimas en sus instantes postreros.
No está clara la fecha exacta en que arribó desde su patria al Reino Unido. Lo que sí se sabe es que se afincó en el East End londinense, y que su primera ocupación consistió en laborar en calidad de feldcher, nombre con el cual se designa en Polonia a un asistente de barbero que dispone de conocimientos rudimentarios de medicina, tales como extirpar verrugas y practicar cirugías sencillas.
Su ambición era dejar de ser empleado y montar su propio establecimiento comercial. Esa aspiración la concretó en mayo de 1890 cuando inauguró una barbería en High Road Tottenham, comercio que atendía junto con su novia Lucy Badersky, una polaca hermana de un sastre amigo suyo. El negocio pronto dio quiebra, pero la relación del joven con su novia prosperó y se casaron en aquel año, marchando luego la pareja rumbo a los Estados Unidos a fin de probar fortuna. Allí vivieron en Nueva Jersey, donde abrieron otra barbería, emprendimiento que también fracasó. Cansada de las infidelidades de su esposo, su mujer lo abandonó retornando a Inglaterra, pero el polaco volvió tras ella a finales de 1891 intentando la reconciliación.

## Regreso a Inglaterra y asesinatos

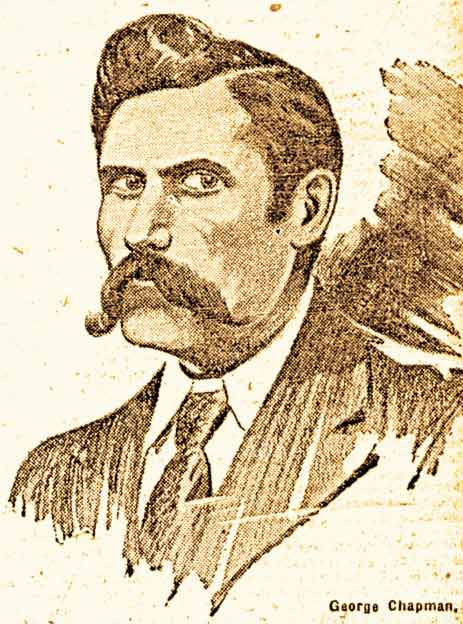
Ilustración de George Chapman en un periódico de la época (circa 1900).

Ya en Inglaterra, y al no tener éxito en su tentativa de reconciliarse con su esposa, pasó a vivir en concubinato en el año 1893 con una mujer de nombre Annie Chapman, homónima de la segunda víctima canónica de Jack the Ripper, aunque sin ninguna relación parental con aquella. Tras ello cambia su apellido y adopta el de Chapman. Concluida esa vinculación amorosa, meses más tarde conoció a la viuda Isabella Spink con la cual contrajo nuevas y viciadas nupcias (convirtiéndose de hecho en bígamo, dado que nunca se divorció de su primera cónyuge polaca). A partir de entonces llevaría a cabo su serie de homicidios.
Como si la modificación de nombre asumida le hubiera provocado igualmente una desviada mutación de su inestable personalidad, a partir de ese momento Klosowski/Chapman habría comenzado a descender por el barranco del delito.[cita requerida]
El hombre instaló una taberna emplazada en City Road, la cual logró mantener gracias a los ahorros de su cónyuge. Luego de una corta y repentina enfermedad, su esposa expiró el 25 de diciembre de 1897. El viudo raudamente se recuperó de la pérdida y contrajo enlace con la que entonces era camarera en su negocio, una joven llamada Bessie Taylor. Esta chica también murió en forma abrupta el 14 de febrero de 1901, luego de experimentar extraños síntomas que desconcertaron a los médicos tratantes. De nuevo el viudo contrató a otra joven, de nombre Maud March, para que laborara de camarera en su taberna. Más tarde también se casó con ella, e igualmente a la flamante esposa le sobrevienen dolores y síntomas semejantes a los de las anteriores occisas, falleciendo en 1902.
La impunidad había vuelto más descuidado al criminal, por lo que optó para perpetrar su último crimen por un método más veloz. Para su desgracia, sin embargo, ahora quedaron secuelas fáciles de detectar por los médicos. Ante una denuncia formulada por la madre de la difunta, quien sospechaba de su yerno, actuó al fin la justicia. Se ordenó exhumar los cadáveres de Isabella Spink y Bessie Taylor, demostrándose que sus muertes fueron provocadas por el mismo modus operandi utilizado para finiquitar a Maud March.[cita requerida]
Quedaba claro quién era el responsable, y le correspondería al Sargento Detective de la Policía Metropolitana George Godley, un policía que tres años atrás participase en las pesquisas por los crímenes del otoño sangriento, el mérito de arrestar personalmente al envenenador.

## Acusaciones
Varios autores acusaron a Klosowski/Chapman de haber sido Jack el Destripador. Una de las teorías más imaginativas sostuvo que el barbero polaco perpetraba sus fatales agresiones mediante el auxilio de un doble que guardaba un asombroso parecido físico con él. Ese doble sería el verdadero ejecutor, y Klosowski fungiría de ideólogo de los homicidios. Para el papel de cómplice se proponía a Alexander Pedachenko, un ficticio médico ruso psicópata que cambiaba identidades con el polaco, ardid que permitía al dúo de victimarios salir airosos de la persecución policial.
Pero también este delincuente contó con acusadores más serios. El Inspector Frederick Abberline, principal investigador en el caso de Jack the Ripper, creyó que el polaco era responsable de aquellos desaguisados. A fines de 1888 trató de aprehenderlo, aunque sin suerte pues se encaminó hacia pistas equivocadas. El detective creía que un instinto en extremo sádico movía a Klosowski/Chapman, determinándolo a coleccionar los órganos extraídos a sus víctimas. Tan persuadido estaba Abberline de la culpabilidad de Klosowski, que cuando el uxoricida fue capturado por su antiguo subordinado George Godley, tras felicitar a este, el Inspector le expresó: “Has atrapado a Jack el Destripador”.
Tampoco faltaron aquellos expertos que acusaron a Severin Klosowski de cargos aún más atroces. Michael Gordon, por caso, consideró que este uxoricida, además de encarnar la anónima identidad de Jack the Ripper, también constituyó el tenebroso victimario conocido por el mote de "Descuartizador del Támesis" o "Asesino del Torso del Támesis", que fuera responsable de dos períodos de homicidios seriales, a saber: desde 1873 a 1874 y, tras un curioso intervalo- desde 1887 a 1889; y cuyo modus operandi ultimador consistía en arrojar en el río Támesis y en sus aledaños, destrozados cadáveres femeninos. De hecho, el citado autor descarta que la primera secuencia criminal fuese obra de George Chapman, quien sólo era un niño de ocho años por entonces. Empero, se sostiene que en el año 1887 ya constituía un precoz desmembrador de mujeres. Se destaca, en esta hipótesis incriminatoria, que el envenenador residía en Inglaterra durante los asesinatos del Destripador, y que igualmente había regresado a suelo inglés, luego de su estadía en el extranjero, cuando ocurrieron las siniestras apariciones en las cercanías del principal río británico.